# Trullifiorinia rubrolineata
Trullifiorinia rubrolineata är en insektsart som först beskrevs av Leonardi 1906.  Trullifiorinia rubrolineata ingår i släktet Trullifiorinia och familjen pansarsköldlöss.
Artens utbredningsområde är Sri Lanka. Inga underarter finns listade i Catalogue of Life.